# Caloptilia pulverea
Caloptilia pulverea là một loài bướm đêm thuộc họ Gracillariidae. Nó được tìm thấy ở Trung Quốc, Nhật Bản (Honshū, Kyūshū, Shikoku, Hokkaidō) và vùng Viễn Đông Nga.
Sải cánh dài 12.5–14 mm.
Ấu trùng ăn Alnus firma, Alnus hirsuta, Alnus japonica, Alnus matsumurae, Alnus maximowiczii, Alnus rugosa và Alnus serratuloides. Chúng có thể ăn lá nơi chúng làm tổ.